# Erica
Erica L. è un genere della famiglia delle Ericacee, comprendente oltre 800 specie sempreverdi a portamento arbustivo.

## Etimologia

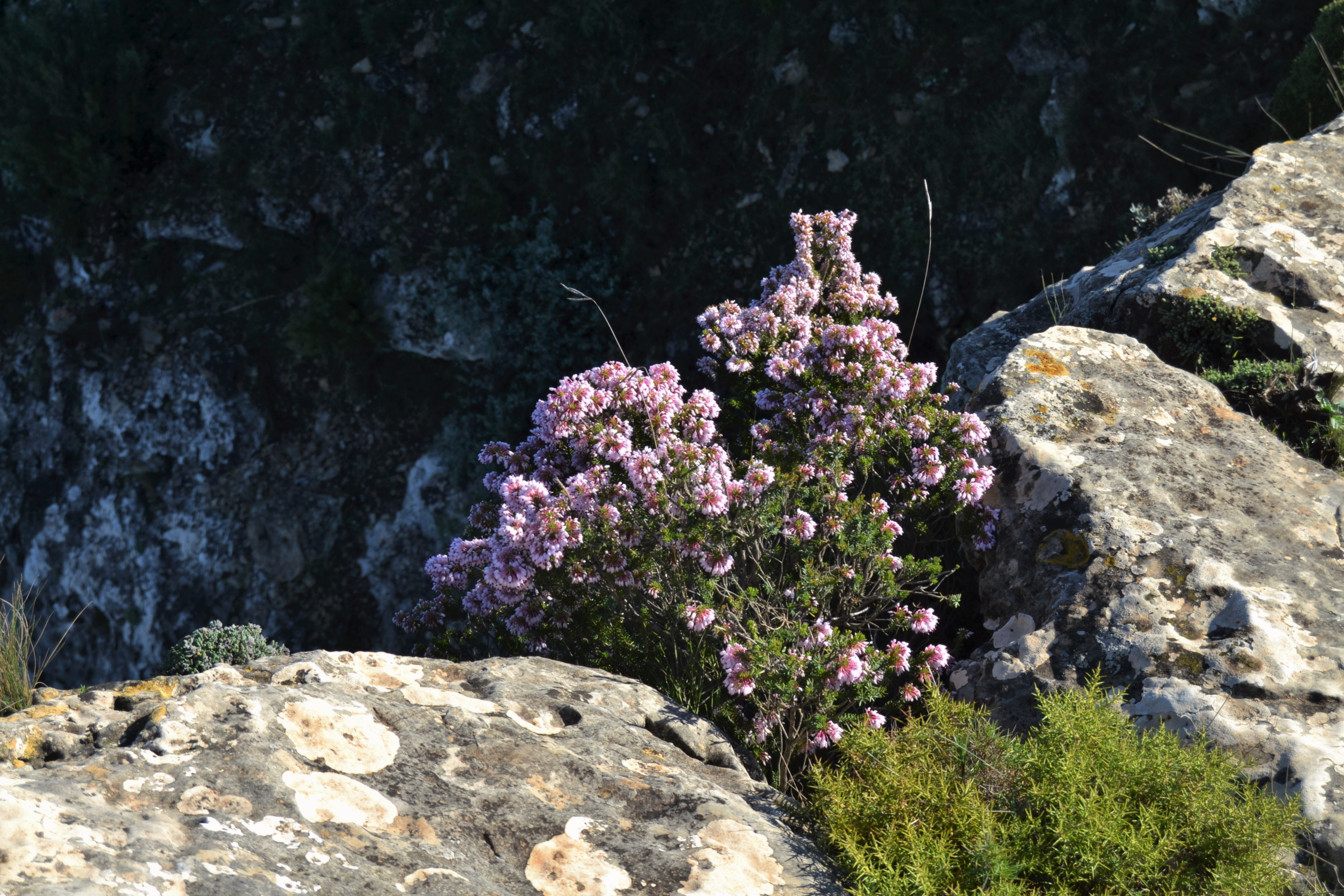
Un piccolo cespuglio di erica

Il nome generico Erica assegnato da Linneo, deriva dal latino erīcē, una pianta descritta da Plinio, a sua volta adattamento di un'antica parola in greco antico ἐρείκη?, eréikē, usata da Eschilo e Teocrito e imparentata con l'antico irlandese froech, con il lettone virši e il lituano virži.
Nonostante la similitudine, il nome Erica non deriva direttamente dalla pianta (il cui appellativo è d'origine greco-latina) bensì dal nome scandinavo Erik (antico Eirikr; femminile Erika), sebbene in Italia e nei Paesi di lingua tedesca (dov'è frequente la forma maschile Erich) sia stato promosso dall'erronea associazione con il nome della pianta.

## Descrizione
La maggior parte delle specie è rappresentata da arbusti frutici o suffrutici alti da 20 cm a 1,5 m. Le specie più alte sono Erica arborea ed Erica scoparia che possono raggiungere anche 6–7 m. Tutte le specie sono sempreverdi con foglie piccole ad aghifoglia lunghe 2–15 mm.
La produzione di fiori è in genere abbondante e per questo le piante di Erica sono coltivate come ornamentali. I semi sono molto piccoli e in alcune specie possono rimanere sul suolo per decenni.
Il calice è lungo circa un mezzo della corolla, che può essere campanulata (Erica arborea, Erica scoparia) o orciolata (Erica multiflora).
Il frutto è una capsula ovoidale contenente numerosi semi.

## Distribuzione e habitat
Molte specie sono endemiche del Sudafrica e si trovano nel fynbos, la landa tipica della Regione floristica del Capo. Il genere è presente anche in altre parti dell'Africa, in Europa (in particolar modo della regione atlantica), in Turchia, in Medio Oriente e nella penisola arabica.

## Tassonomia
IL genere comprende oltre 800 specie, fra cui:
- Erica arborea
- Erica caffra
- Erica carnea
- Erica ciliaris
- Erica cinerea
- Erica erigena
- Erica mackaiana
- Erica manipuliflora
- Erica multiflora
- Erica scoparia
- Erica sicula
- Erica tetralix
- Erica vagans

Il genere Calluna che comprende attualmente una sola specie (Calluna vulgaris), faceva parte del genere ma è stato separato; si distingue dal genere Erica perché ha foglie più piccole (inferiori a 2–3 mm) e la corolla e il calice divisi in quattro parti (tetramero e non pentamero come Erica). Spesso comunque le due piante vengono confuse: infatti il brugo a volte è chiamato anche falsa erica, o erica selvatica. Spesso viene confusa con l'erica carnea, che è molto simile come portamento, dimensione e colore.

## Usi

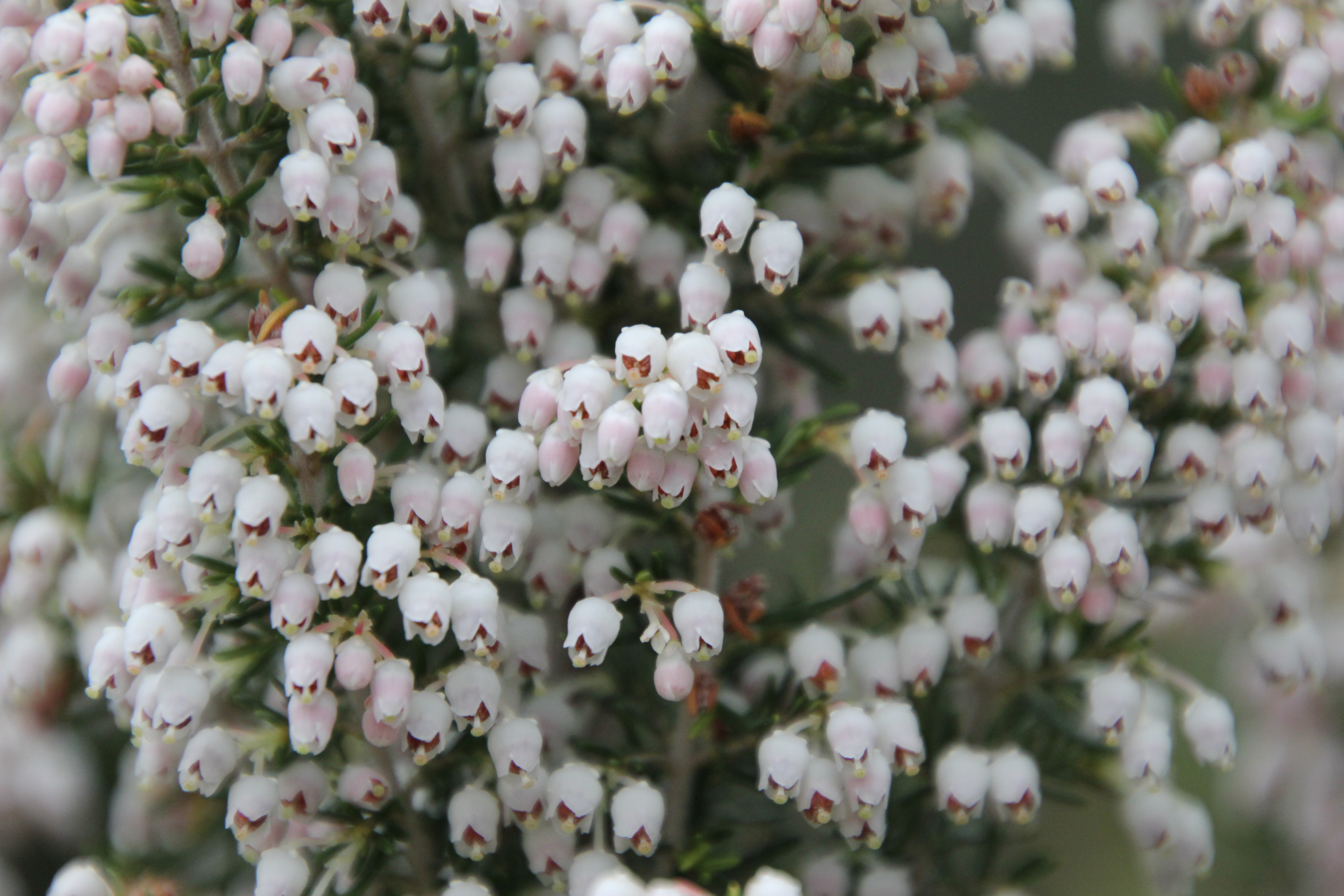
Fiori di erica

Tutte le specie di Erica sono piante mellifere, bottinate dalle api; si può ottenere un buon miele monoflorale.